# Давидов Олександр Михайлович
Олекса́ндр Миха́йлович Дави́дов (справжнє ім'я Левенсон Ізраїль Мойсейович) (* 6 квітня (в деяких джерелах 4 вересня) 1872, Кобеляки Полтавської губернії — † 29 червня 1944, Москва), український та російський співак (лірико-драматичний тенор), вокальний педагог, режисер, 1924 — заслужений артист Республіки. Володів не надто сильним, однак рівним у всіх регістрах голосом — по відгуках тогочасних критиків — приємного м'якого тембру, природної музичності, артистичного темпераменту.

## Життєпис
Народився в сім'ї учителя; батьки не вважали серйозним його захоплення музикою, бажаючи бачити його фотографом. Навчався в Мелітопольському реальному училищі, звідки утік, маючи намір займатися музикуванням; для утруднення його пошуків назвався Сашею Давидовим. У віці 12-років, переїхавши до Києва, почав співати — в різних хорах, кафешантанах. У Києві познайомився з музикантами. І. П. Прянишников допоміг йому перейти в хор Київської опери. У 1890—1892 роках приватно навчався співу у Камілло Еверарді, який в 1890—1897 роках був професором Київського музичного училища.
Був солістом Товариства оперних артистів Іполита Прянишникова в Києві, оперних антреприз, з них в Катеринославі з 1889; тут виконував партії Фауста («Фауст» Ш. Гуно) та Альфреда («Травіата» Дж. Верді), першим в місті виконав партію Чекалинського («Винова краля» Чайковського). Згодом виступав у Казані — оперна трупа під керівництвом Отто Фюрера — першим виконав роль Тангейзера («Тангейзер» Р. Вагнера), Кисловодську (1899), Одесі, Саратові і Харкові — антрепренер Олексій Церетелі, приватній антрепризі В. Любимова в Тифлісі (1892). 1893 року готував оперні партії під керунком Е. К. Ряднова — Казенний театр, антреприза Любимова та В. Форкатті (Людвігов-Форкатті Віктор Людвігович), в Тифлісі першим виконав партію Фредеріка — «Міньон» А. Тома, та Беппо — «Паяци» Руджеро Леонкавалло. Співав в приватній опері Сави Мамонтова у Москві.
У 1900—1914 роках — соліст Маріїнського театру в Петербурзі. Дебютував в партії Германа («Винова краля» Петра Чайковського). В тому часі виступав з Надією Забілою, Володимиром Касторським, Фелією Литвин, Йоакими Тартаковим, Федором Шаляпіним; його репертував нараховував 85 опер та 30 оперет.
Виступав під керівництвом Івана Аркадьєва, Сільвіо Барбіні, Фелікса Блуменфельда, Еміля Купера, Едуарда Направника, Яна Паліце, Артура Нікіша, Йозефа Прибика, Вацлава Сука, Йосипа Труффі, Миколи Черепніна.
В цьому часі гастролював у Нижньому Новгороді — Великий Ярмарковий театр (антреприза Антона Ейхенвальда), театрі «Ермітаж» в Москві — 1903, Большому театрі — 1911, Києві — 1903, 1905, 1909.
На сцені Маріїнського театру ним вперше виконані партії:
- Садка — «Садко» Римського-Корсакова, 1900
- Міме — «Зіґфрід» Р. Вагнера, 1901
- Моцарта — «Моцарт і Сальєрі» Римського-Корсакова, 1905,
- Наля — «Наль і Дамаянті» А. С. Аренського,
- Синодал — «Демон» А. Рубінштейна.

Серед найкращих його робіт тогочасна критика перераховувала наступні: Герман («Винова краля»), Самозванець («Борис Годунов» Мусорзького), Садко («Садко» Римського-Корсакова), Хозе («Кармен» Ж. Бізе).
В роках роботи в Маріїнському театрі гастролював по Європі: 1903 — Будапешт, 1908 — Монте-Карло, 1908 — Відень та Берлін — разом з Антоном Боначичем, 1909 — Париж — на запрошення Дягілєва, першим в місті виконав роль боярина Микити Матути («Псков'янка» Римського-Корсакова).
Його партнерами по сцені були також Марія Кузнецова-Бенуа, Лідія Липковська, Марія Полякова, Марія Славіна, Олександр Смирнов, Василь Шаронов, Леонід Яковлєв.
Виступав на концертних естрадах, виконував романси, російські народні та циганські пісні. Згодом прийшла хвороба, через яку він змушено покинув сцену — глухота (однак 1919 року все одно виступав в партії Германа).
В 1924—1934 роках проживає в Парижі. В тому часі Шаляпін запрошує його режисером в постановці опери «Князь Ігор» на сцені паризького театру «Опера комік», музичним керівником був Олександр Глазунов. Консультував по художній частині в Російській опері у Парижі — 1934—1935 роки.
1936 року він вже в СРСР, займається педагогічною діяльністю у вечірній школі співу при колишньому Маріїнському театрі.
На грамофонні платівки записано близько 400 творів, виконаних ним, зокрема, разом із Євгенією Збруєвою — дует Хозе і Ескамільйо.
Його дружина, Софія Йосипівна, була акомпаніатором.